# Yamaguchi-præfekturet
Yamaguchi-præfekturet (山口県 Yamaguchi-ken) er et præfektur i Japan.
Præfekturet ligger i regionen Chūgoku på den vestlige del af Japans hovedø Honshū. Det har et areal på 6.111 km2
og et befolkningstal på 1.336.522 (2021) indbyggere. Hovedbyen er byen Yamaguchi.